# Bezirk Kufstein
Der Bezirk Kufstein ist ein politischer Bezirk des österreichischen Bundeslandes Tirol.
Im Norden grenzt er an den Freistaat Bayern (Landkreis Miesbach, Landkreis Rosenheim und Landkreis Traunstein), im Südwesten an den Bezirk Schwaz und im Südosten an den Bezirk Kitzbühel.
Der Bezirk mit einer Fläche von 969,97 km² ist Teil der Euregio Inntal und der Europaregion Tirol–Südtirol–Trentino.

## Geschichte

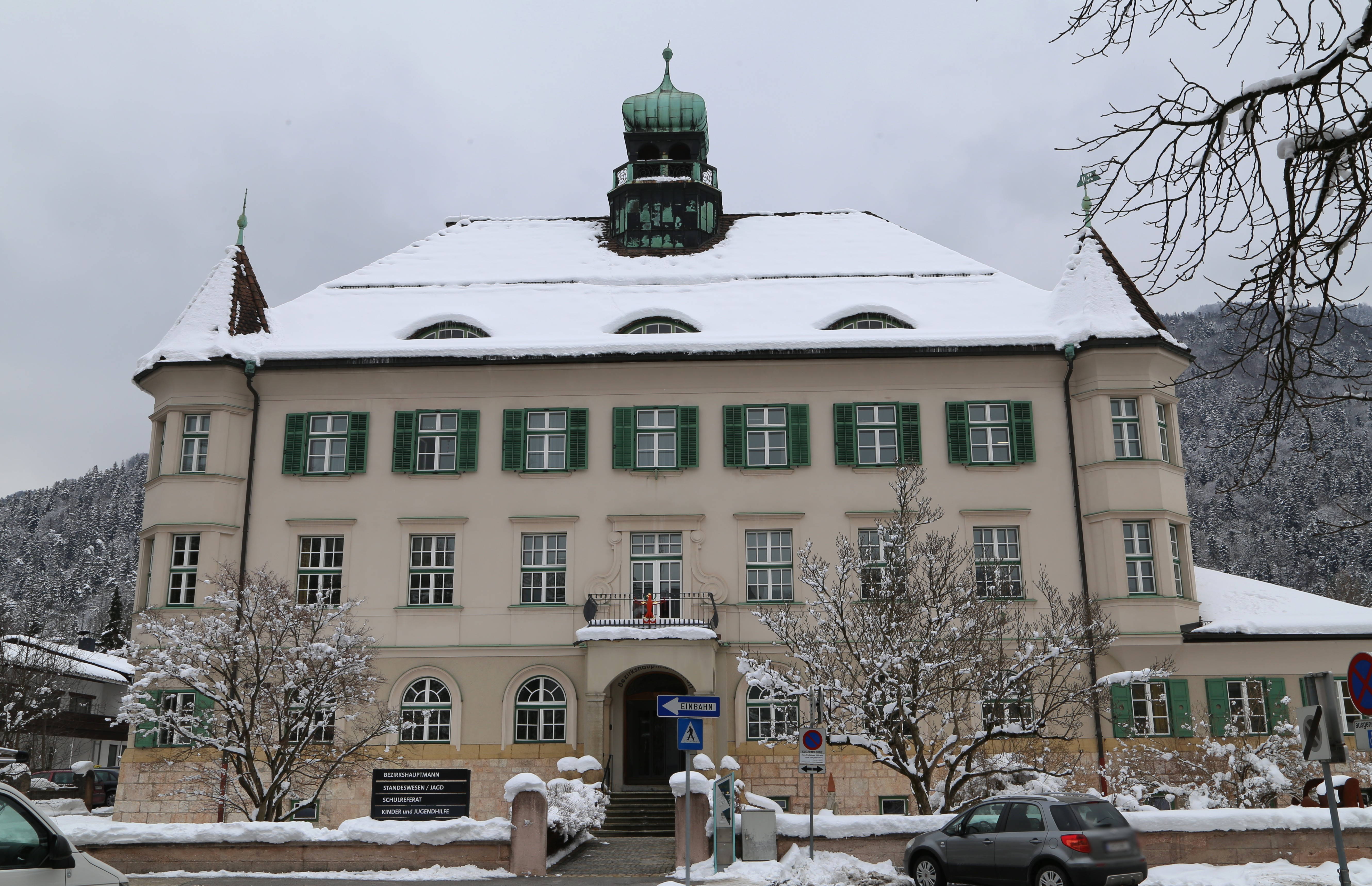
„Alte“ Bezirkshauptmannschaft

Der Bezirk Kufstein war lange Zeit in bayerischer Hand, bevor er 1506 mit dem Bezirk Kitzbühel (damals die drei Gerichte Kufstein, Rattenberg und Kitzbühel) an Tirol und somit später an Österreich kam.
Vorgänger des Bezirks war das bayerische Landgericht Kufstein zwischen 1805 und 1814, zu welchem auch die heutigen in Bayern liegenden Gemeinden Kiefersfelden, Oberaudorf und Teile von Flintsbach am Inn gehörten.
Als Kufstein durch den Rieder Vertrag wieder Österreich zugeschlagen wurde, entstand 1849 der Gerichtsbezirk Kufstein. Im Zuge der Trennung der politischen von der judikativen Verwaltung wurde dieser dann ab 1868 gemeinsam mit dem Gerichtsbezirk Rattenberg zum politischen Bezirk Kufstein zusammengefasst.
Nach dem Anschluss Österreichs wurden 1939 mit dem Ostmarkgesetz die reichsdeutschen Verwaltungsstrukturen eingeführt. Damit wurden die Bezirkshauptmannschaften durch Landkreise ersetzt. Aus dem Bezirk Kufstein wurde damit der Landkreis Kufstein mit einem Landrat an der Spitze. 1945 endeten diese Regelungen und die Bezirkshauptmannschaften entstanden neu.
Heute ist er nach Bevölkerung der drittgrößte Bezirk Tirols und schnell wachsender Bezirk. Kufstein und Wörgl zählen zu den größten Städten Tirols, mit den angrenzenden Gemeinden Ebbs, Kirchbichl, Langkampfen und Kundl bilden sie wirtschaftlich und einwohnermäßig das Zentrum des Bezirks.

### Verkehr
Durch den Bezirk verlaufen die Inntal Autobahn A 12 und die Westbahn (ab Wörgl Hauptbahnhof mit einem Ast über Zell am See und einem Ast über Kufstein nach Salzburg). In Langkampfen befindet sich ein kleiner Flugplatz, der vornehmlich von Segelfliegern genutzt wird. Die großen Flughäfen Innsbruck, Salzburg und München sind jeweils rund 100 km entfernt. Von Kufstein bis Niederndorf gab es bis 2011 eine touristisch orientierte Innschifffahrt, mangels Fahrgästen wurde diese nach 14 Betriebsjahren eingestellt.

## Geografie
Der Bezirk umfasst hauptsächlich den untersten Teil des Tiroler Unterinntals bis zur bayrischen Grenze und die Seitentäler Alpbachtal, Brandenberger Tal, Wildschönau, Thierseetal. Die Untere Schranne bzw. Teile des Kufsteiner Beckens liegen bereits im Alpenvorland.
An Gebirgen hat er Anteil an den Brandenberger Alpen, den Kitzbüheler Alpen, dem Kaisergebirge und den Chiemgauer Alpen.
Bedeutende Seen sind: Reintaler See, Thiersee, Hechtsee, Hintersteiner See und Walchsee.
Ab der Stadt Kufstein innabwärts liegt der Talboden auf unter 500 Meter Seehöhe.

## Wirtschaft und Infrastruktur
Die Wirtschaft im Bezirk ist vor allem durch den Dienstleistungsbereich geprägt, hier ist der Handel und der Tourismus vorherrschend. Wichtige Industriestandorte sind Kundl, Kufstein, Wörgl und Brixlegg. Die größten Produktionsbetriebe finden sich in den Sparten pharmazeutische Industrie, Herstellung von Gummi- und Kunststoffwaren und Bauwirtschaft.
Der Bezirk hat einen relativ hohen Anteil an Auspendlern, vor allem in die benachbarten Bezirke und nach Innsbruck.

## Angehörige Gemeinden
Der Bezirk Kufstein umfasst 30 Gemeinden. Darunter befinden sich drei Städte und zwei Marktgemeinden. Die Einwohnerzahlen entsprechen dem Stand vom 1. Jänner 2024.
Die flächenmäßig größte Gemeinde des Bezirks ist mit 130,17 km² die Gemeinde Brandenberg, während die Stadtgemeinde Rattenberg mit 0,11 km² die kleinste Gemeindefläche besitzt (es ist außerdem die kleinste Gemeinde in Österreich). Die Bevölkerungsdichte ist in Rattenberg am höchsten, in Brandenberg am niedrigsten.
Die Stadt Kufstein ist mit 20.169 (1. Jänner 2024) Einwohnern die einwohnerstärkste Gemeinde, Rattenberg hat mit 464 (1. Jänner 2024) die wenigsten Einwohner.

Gemeinden des Bezirks Kufstein

### Planungsverbände
Im Bezirk liegen sechs Planungsverbände, wovon drei auch Gemeinden im Bezirk Kitzbühel umfassen:
- Planungsverband 26 – Brixlegg und Umgebung
- Planungsverband 27 – Kufstein und Umgebung
- Planungsverband 28 – Untere Schranne – Kaiserwinkl
- Planungsverband 29 – Wörgl und Umgebung
- Planungsverband 30 – Wilder Kaiser
- Planungsverband 37 – Brixental – Wildschönau

Regionen in der Tabelle sind Tiroler Planungsverbände (Stand: März 2017)
| Gemeinde                  | Lage | Ew     | km²    | Ew / km² | Gerichtsbezirk | Region                           | Typ             | Foto | Metadaten         |
| ------------------------- | ---- | ------ | ------ | -------- | -------------- | -------------------------------- | --------------- | ---- | ----------------- |
| Alpbach                   |      | 2.553  | 58,37  | 44       | Rattenberg     | 26 – Brixlegg und Umgebung       | Gemeinde        | ja   | Gem.Kennz.: 70501 |
| Angath                    |      | 1.017  | 3,50   | 291      | Kufstein       | 29 – Wörgl und Umgebung          | Gemeinde        | ja   | Gem.Kennz.: 70502 |
| Angerberg                 |      | 1.981  | 19,53  | 101      | Rattenberg     | 29 – Wörgl und Umgebung          | Gemeinde        | ja   | Gem.Kennz.: 70528 |
| Bad Häring                |      | 2.987  | 9,27   | 322      | Kufstein       | 29 – Wörgl und Umgebung          | Gemeinde        | ja   | Gem.Kennz.: 70503 |
| Brandenberg               |      | 1.519  | 130,17 | 12       | Rattenberg     | 26 – Brixlegg und Umgebung       | Gemeinde        | ja   | Gem.Kennz.: 70504 |
| Breitenbach am Inn        |      | 3.564  | 37,99  | 94       | Rattenberg     | 29 – Wörgl und Umgebung          | Gemeinde        | ja   | Gem.Kennz.: 70505 |
| Brixlegg                  |      | 3.124  | 9,11   | 343      | Rattenberg     | 26 – Brixlegg und Umgebung       | Markt- gemeinde | ja   | Gem.Kennz.: 70506 |
| Ebbs                      |      | 5.929  | 40,08  | 148      | Kufstein       | 28 – Untere Schranne–Kaiserwinkl | Gemeinde        | ja   | Gem.Kennz.: 70508 |
| Ellmau                    |      | 2.951  | 36,39  | 81       | Kufstein       | 30 – Wilder Kaiser               | Gemeinde        | ja   | Gem.Kennz.: 70509 |
| Erl                       |      | 1.629  | 26,97  | 60       | Kufstein       | 28 – Untere Schranne–Kaiserwinkl | Gemeinde        | ja   | Gem.Kennz.: 70510 |
| Kirchbichl                |      | 6.009  | 14,98  | 401      | Kufstein       | 29 – Wörgl und Umgebung          | Gemeinde        | ja   | Gem.Kennz.: 70511 |
| Kramsach                  |      | 5.020  | 26,90  | 187      | Rattenberg     | 26 – Brixlegg und Umgebung       | Gemeinde        | ja   | Gem.Kennz.: 70512 |
| Kufstein                  |      | 20.169 | 39,39  | 512      | Kufstein       | 27 – Kufstein und Umgebung       | Stadt- gemeinde | ja   | Gem.Kennz.: 70513 |
| Kundl                     |      | 4.953  | 21,94  | 226      | Rattenberg     | 29 – Wörgl und Umgebung          | Markt- gemeinde | ja   | Gem.Kennz.: 70514 |
| Langkampfen               |      | 4.260  | 26,51  | 161      | Kufstein       | 27 – Kufstein und Umgebung       | Gemeinde        | ja   | Gem.Kennz.: 70515 |
| Mariastein                |      | 447    | 2,37   | 188      | Kufstein       | 29 – Wörgl und Umgebung          | Gemeinde        | ja   | Gem.Kennz.: 70516 |
| Münster                   |      | 3.604  | 27,82  | 130      | Rattenberg     | 26 – Brixlegg und Umgebung       | Gemeinde        | ja   | Gem.Kennz.: 70517 |
| Niederndorf               |      | 2.880  | 7,21   | 399      | Kufstein       | 28 – Untere Schranne–Kaiserwinkl | Gemeinde        | ja   | Gem.Kennz.: 70518 |
| Niederndorferberg         |      | 735    | 12,14  | 61       | Kufstein       | 28 – Untere Schranne–Kaiserwinkl | Gemeinde        | ja   | Gem.Kennz.: 70519 |
| Radfeld                   |      | 2.576  | 14,32  | 180      | Rattenberg     | 26 – Brixlegg und Umgebung       | Gemeinde        | ja   | Gem.Kennz.: 70520 |
| Rattenberg                |      | 464    | 0,11   | 4145     | Rattenberg     | 26 – Brixlegg und Umgebung       | Stadt- gemeinde | ja   | Gem.Kennz.: 70521 |
| Reith im Alpbachtal       |      | 2.845  | 27,41  | 104      | Rattenberg     | 26 – Brixlegg und Umgebung       | Gemeinde        | ja   | Gem.Kennz.: 70522 |
| Rettenschöss              |      | 578    | 16,27  | 36       | Kufstein       | 28 – Untere Schranne–Kaiserwinkl | Gemeinde        | ja   | Gem.Kennz.: 70523 |
| Scheffau am Wilden Kaiser |      | 1.552  | 31,45  | 49       | Kufstein       | 30 – Wilder Kaiser               | Gemeinde        | ja   | Gem.Kennz.: 70524 |
| Schwoich                  |      | 2.650  | 18,79  | 141      | Kufstein       | 27 – Kufstein und Umgebung       | Gemeinde        | ja   | Gem.Kennz.: 70525 |
| Söll                      |      | 3.767  | 45,97  | 82       | Kufstein       | 30 – Wilder Kaiser               | Gemeinde        | ja   | Gem.Kennz.: 70526 |
| Thiersee                  |      | 3.182  | 108,60 | 29       | Kufstein       | 27 – Kufstein und Umgebung       | Gemeinde        | ja   | Gem.Kennz.: 70527 |
| Walchsee                  |      | 2.192  | 39,24  | 56       | Kufstein       | 28 – Untere Schranne–Kaiserwinkl | Gemeinde        | ja   | Gem.Kennz.: 70529 |
| Wildschönau               |      | 4.377  | 97,42  | 45       | Rattenberg     | 31 – Brixental–Wildschönau       | Gemeinde        | ja   | Gem.Kennz.: 70530 |
| Wörgl                     |      | 14.487 | 19,74  | 734      | Kufstein       | 29 – Wörgl und Umgebung          | Stadt- gemeinde | ja   | Gem.Kennz.: 70531 |

## Bezirkshauptmänner
- 1868 bis 1879 – Karl Freiherr von Mensi (erster k.k. Bezirkshauptmann)
- 1879 – Matthäus Daum
- 1879 bis 1883 – Anton Hoflacher
- 1883 bis 1888 – Clemens Graf St. Julien
- 1888 bis 1889 – Josef Sweth
- 1889 bis 1907 – Karl Fischnaler
- 1907 – Karl Franz Peer
- 1907 bis 1908 – Josef Sweth
- 1908 – Leo von Tschurtschenthaler
- 1908 bis 1916 – Karl Bruder
- 1916 – Karl von Szalay
- 1916 bis 1917 – Karl Jantschek
- 1917 bis 1919 – Pius Freiherr von Riccabona (letzter k.k. Bezirkshauptmann)
- 1919 bis 1935 – Karl Jantschek
- 1935 – Alois Neuner
- 1935 bis 1938 – Kurt Hradeczky
- 1938 – Fritz Wille (Kreisleiter der NSDAP)
- 1938 bis 1942 – Wendelin Pflauder (Landrat)
- 1942 bis 1945 – Rudolf Walter (Landrat)
- 1945 – Ing. Andreas Gerber
- 1945 bis 1947 – Richard Seeger
- 1947 – Benno Mumelter
- 1947 bis 1974 – Julius Riccabona
- 1975 bis 2000 – Walter Philipp
- 2000 bis 2005 – Johannes Tratter
- 2006 bis 2009 – Michael Berger
- 2010 bis 2015 – Christian Bidner
- 2015 bis 2024 – Christoph Platzgummer[7]
- seit 1. Juli 2024 – Kurt Berek[8]